# غايل غارسيا برنال
غايل غارسيا برنال (بالإسبانية: Gael García Bernal) ممثل مكسيكي من مواليد 30 نوفمبر 1978.
أدى دور تشي جيفارا مرتين مرة في مسلسل تلفزيونى قصير بعنوان فيدل 2002 ومرة أكثر شهرة في فيلم مذكرات دراجة نارية 2004 الذي يتحدث عن رحلة الثورى الأرجنتينى المولد حول أمريكا الجنوبية مع صديقه وهو الدور الذي رشح لأجله لجائزة بافتا لأفضل ممثل في دور رئيسى عام 2005 ومثل برنال أيضا في فيلم بابل 2006 الذي رشح لسبع جوائز اوسكار.

## مواقع خارجية
- غايل غارسيا برنال على موقع IMDb (الإنجليزية)
- غايل غارسيا برنال على موقع الموسوعة البريطانية (الإنجليزية)
- غايل غارسيا برنال على موقع مونزينجر (الألمانية)
- غايل غارسيا برنال على موقع قاعدة بيانات الأفلام العربية
- غايل غارسيا برنال على موقع ألو سيني (الفرنسية)
- غايل غارسيا برنال على موقع ميوزك برينز (الإنجليزية)
- غايل غارسيا برنال على موقع تيرنر كلاسيك موفيز (الإنجليزية)
- غايل غارسيا برنال على موقع أول موفي (الإنجليزية)
- غايل غارسيا برنال على موقع بوكس أوفيس موجو (الإنجليزية)
- غايل غارسيا برنال على موقع قاعدة بيانات الأفلام السويدية (السويدية)